# 克劳德·尼科里埃尔
克劳德·尼科里埃尔（Claude Nicollier，1944年9月2日—）是瑞士到目前为止唯一的一名宇航员，曾经进行过四次太空飞行。

## 个人经历和教育
1962年在洛桑中学毕业后，他进入了洛桑大学学习物理学并于1970年获得了学士学位。1970年到1973年间，他在洛桑大学和日内瓦天文台作为科学家工作。1975年他获得了日内瓦大学的天体物理学硕士学位。
从1966年起他就为瑞士空军服役，有5600小时的飞行时间，其中驾驶喷气式飞机4000小时。1988年，他从英国皇家试飞员学校毕业。
2004年，他开始在洛桑联邦理工学院任教。2007年，他离开了欧洲空间局，成为一名全职教授。

## 太空飞行
1974年，在他进行兼职研究工作的同时，他加入了苏黎世的瑞士空中运输学校，并成为了一名民航飞行员，为瑞士航空驾驶道格拉斯DC-9飞机。1976年的年底，他接受了欧洲空间局的研究基金，在荷兰的諾德韋克进行若干项红外天文学的研究工作。1978年7月，他被欧洲空间局选为其第一组宇航员团队的一员。根据欧洲空间局与美国国家航空航天局的协议，他在美国国家航空航天局进行太空飞行的训练。
他是瑞士宇航协会，太平洋宇航协会，瑞士空军军官协会，瑞士机械科技协会，英国星际协会的会员，同时还是瑞士航空俱乐部，瑞士机械与建筑协会的荣誉会员。
尼科里埃尔在太空中生活过超过1000小时（42天12小时5分钟），其中还有一次8小时10分钟的太空行走，他曾经参与过四次太空飞行。他的第一次飞行原本是订于1986年10月发射的STS-61-K，但是这次任务由于挑战者号航天飞机灾难而被取消。

### STS-46
尼科里埃尔的第一次太空飞行是在1992年，历时8天，他搭乘亚特兰蒂斯号航天飞机前往太空，任务代号是STS-46。

### STS-61
他的第二次太空飞行是在1993年，历时10天，他搭乘奋进号航天飞机前往太空，任务代号是STS-61。任务是对3年前发射的哈勃空间望远镜进行首次检修。

### STS-75
1996年他搭乘哥伦比亚号航天飞机前往太空，历时15天，任务代号STS-75，任务是对系留卫星TSS-1调度。

### STS-103
1999年，他搭乘发现号航天飞机进行了自己最后的一次8天的太空之旅，任务的代号是STS-103，任务是对哈伯空间望远镜进行第三次检修。这次任务中，他进行了一次8小时的太空行走，这是他本人，也是欧洲空间局航天员在航天飞机任务中的首次太空行走。

## 太空飞行之后的经历
2005年，尼科里埃尔成为了钟表企业斯沃琪集团（Swatch Group Ltd.）理事会的一员，在他作为宇航员期间，他没有获得理事会的任何酬劳。
2007年6月起，他是瑞士电子和微技术中心研发部理事会的主席。2009年起，他也是太阳能动力飞机陽光動力號飞行实验项目的负责人。

## 私人生活
尼科里埃尔的妻子在2007年年底去世，他们有两个女儿，分别是1974年出生的Maya和1978年出生的Marina。

## 参看
- 宇航员列表